# Биармийский отдел
| Пермский период в ОСШ (Россия) Деление по состоянию на март 2024 года |              |                |                       |
| система                                                               | отдел        | ярус / век     | Ниж. граница, млн лет |
| Триас                                                                 | Нижний       | Индский        | 251,902±0,024         |
| Пермь                                                                 | Татарский    | Вятский        | 259,51±0,2            |
| Пермь                                                                 | Татарский    | Северодвинский | 264,28±0,16           |
| Пермь                                                                 | Биармийский  | Уржумский      | 266,9±0,4             |
| Пермь                                                                 | Биармийский  | Казанский      | 273,01±0,14           |
| Пермь                                                                 | Приуральский | Уфимский       | ?                     |
| Пермь                                                                 | Приуральский | Кунгурский     | 283,5±0,6             |
| Пермь                                                                 | Приуральский | Артинский      | 290,1±0,26            |
| Пермь                                                                 | Приуральский | Сакмарский     | 293,52±0,17           |
| Пермь                                                                 | Приуральский | Ассельский     | 298,9±0,15            |
| Карбон                                                                | Верхний      | Гжельский      | больше                |

Биармийский отдел (англ. Biarmian Series), также среднепермский отдел — второй отдел пермской системы в Общей стратиграфической шкале (ОСШ) России. Охватывает породы, сформировавшиеся в биармийскую эпоху пермского периода, 273,01—264,28 миллионов лет назад (всего около 9 миллионов лет). Содержит казанский и уржумский ярусы. Расположен над уфимским ярусом приуральского отдела и под северодвинским ярусом татарского отдела. Соответствует роудскому и вордскому ярусам гваделупского отдела в Международной стратиграфической шкале (МСШ).
Название образовано от Биармии — древнего названия региона северо-восточной Европы.
Нижняя граница (подошва) отдела определяется появлением конодонтов Kamagnathus khalimbadzhae и аммонитов Sverdrupites harkeri из роудского фаунистического комплекса.

## История
До конца XX века континентальные отложения пермского периода Восточной Европы подразделялись на уфимский, казанский и татарский ярусы, вместе составлявшие верхнепермский отдел. В 2006 году российские стратиграфы модернизировали ОСШ России: общий с МСШ приуральский отдел соответствует ранее выделявшемуся нижнепермскому отделу, в среднепермский биармийский отдел вошли казанский и выделенный из татарского яруса уржумский ярус. Два последние яруса — северодвинский и вятский — вошли в татарский отдел. Биармийский отдел уступает по объёму среднепермскому гваделупскому отделу в МСШ, который частично соответствует и низам северодвинского яруса в ОСШ.

## Определение
Находки в казанском ярусе окаменелостей конодонтов Kamagnathus khalimbadzhae и Sweetina triticum, а также аммоноидей Sverdrupites harkeri, характерных для роудского яруса в МСШ, позволили соотнести нижние границы перечисленных ярусов и, соответственно, биармийского и гваделупского отделов. Помимо Восточно-Европейской платформы и североамериканского роудского страторегиона казанские (роудские) аммоноидеи найдены в Верхоянье, Колымо-Омолонском регионе, Южном Приморье, Южном Китае и на Канадском Арктическом архипелаге.
Сходство казанской и уржумской биот позволило включить в биармийский отдел и уржумский ярус, нижняя граница которого соответствует остракодовой зоне Paleodarwinula fragiliformis—Prasuchonella nasalis.

## Основные события биармийской эпохи
На рубеже приуральской и биармийской эпох произошло закрытие покрывавшего территорию Башкортостана Палеоуральского океана, в связи с чем на смену морскому осадконакоплению пришло континентальное. На протяжении биармийской и татарской эпох при размыве горных поднятий образовавшийся Предуральский краевой прогиб заполняли карбонатно-терригенные отложения, представленные песчаниками, конгломератами, алевролитами, аргиллитами, мергелями и известняками.
Колебания уровня Мирового океана в биармийскую эпоху становилось причиной крупных перемен в биосфере того времени. Казанские аммоноидеи широко распространились в кратчайшие сроки. Вместе с происходившими тогда же распространением циатоксониевых кораллов, сменой таксономического состава брахиопод и двустворчатых моллюсков и проникновением в восточноевропейский бассейн роудских конодонтов этот процесс известен как казанское событие.